# チャンチュプ・ギェンツェン
チャンチュプ・ギェンツェン（チベット文字：ཏའི་སི་ཏུ་བྱང་ཆུབ་རྒྱལ་མཚན; ワイリー方式：ta'i si tu Byang chub rgyal mtshan、1302年 - 1364年）は、14世紀半ばに活躍したチベット仏教パクモドゥパの万戸長、デシ（摂政）。当時モンゴル帝国（大元ウルス）の間接支配下にあった中央チベットを独力で制圧し、後世「パクモドゥパ政権」と呼ばれる支配体制を築いたことで知られる。
公人として優秀であっただけでなく、私人としても慎み深く信仰心篤かったとされ、後世のチベット社会では英雄視されている。チャンチュプ・ギェルツェンとも。

## 概要

### パクモドゥパ前史

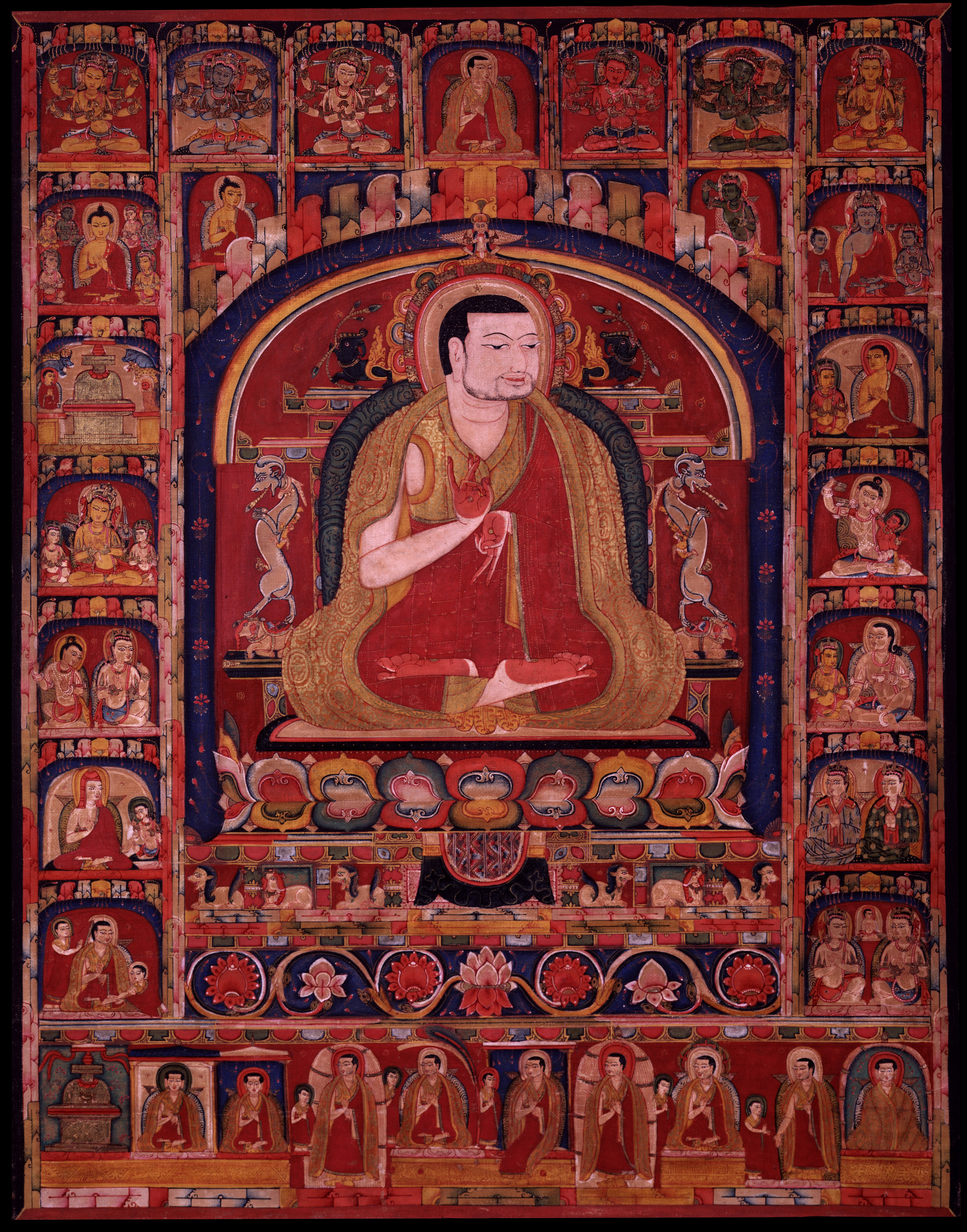
パクモドゥパを描いた絵画

チベット語史料によるとパクモドゥパ支配層の祖先は天地開闢の時に存在した卵から出た神々の末裔であり、この家系はラン（Rlans）氏を称したという。カギュ派の始祖ミラレパの弟子のガムポパの晩年の弟子であったパクモドゥパはパクモトゥの地にデンサティルと呼ばれる寺院を築いてチベット仏教パクモドゥ派を興し、第3代座主タクパ・ジェンネー（1208年〜）の代よりパクモドゥ派座主の地位はラン氏によって独占されるようになった。13世紀半ばにモンゴル帝国がチベットを征服すると、モンゴルはチベットを万戸（ティコル/トゥメン）を単位として再編し、パクモドゥパも一つの万戸（伯木古魯万戸）を形成した。パクモドゥパ万戸はフレグ家の投下領となったが、帝位継承戦争を経てチベットではクビライ家の投下領であったサキャ派が勢力を拡大し、サキャ派を通じたチベット支配体制が確立した（「サキャパ政権」）。
サキャパ政権時代に実際にチベットを支配したのはサキャ派の在俗領主たるポンチェン（dpon chen）であり、パクモドゥパ万戸をはじめとする「チベット十三万戸」はポンチェンの支配下にあった。『フゥラン・テプテル』によると、パクモドゥパ第3代座主チェンガ（＝タクパ・ジェンネー）の治世中にその側近ゴムツォンが始めてモンゴル帝国に臣従し、ついでカム出身のポン・ドルジェパル（dpon rdo rje dpal）が万戸長（spyi dpon）に任じられ、ネドンを拠点としたという。

### 万戸長となるまで
チャンチュプ・ギェンツェンは1302年（壬寅）にラン氏のリンチェン・キャプとその2番目の妻のチモン・ブムキの息子として生まれた。幼い頃から聡明なことで知られたチャンチュプは9歳の時に出家し、14歳になるとサキャ派の僧院に赴いてポンチェンのオーセルセンゲに面会した。オーセルセンゲはチャンチュプにダクニチェンポの弟子になるよう指示し、ダクニチェンポはチャンチュプを掌印官（dam gner）に任じた。後にチャンチュプは掌印官の地位を辞したが、1317年春のチュミクでの大法会でダクニチェンポはチャンチュプを紹介し、これ以後チベットの有力者の間でチャンチュプの名は広く知られるようになったという。
1318年にチャンチュプはウー地方に帰還し、1321年には20歳にして万戸長の地位を得たが、この頃パクモドゥパ内部では万戸長職を巡る内紛が生じていた。チャンチュプの帰還より前、ギェンツェンキャプなる人物が万戸長のギェンペルを殺害してその地位を奪っており、パクモドゥパ内部では事実上2人の万戸長が並立する事態に陥った。そこで、チャンチュプはチベットに一時帰国していた帝師クンガ・ロドゥ・ギェンツェン・パルサンポの助けを借りてギェンツェンキャプを追放し、1322年9月14日にはネウドンの領有を確立してパクモドゥパの正統な万戸長となった。

### 対外拡張

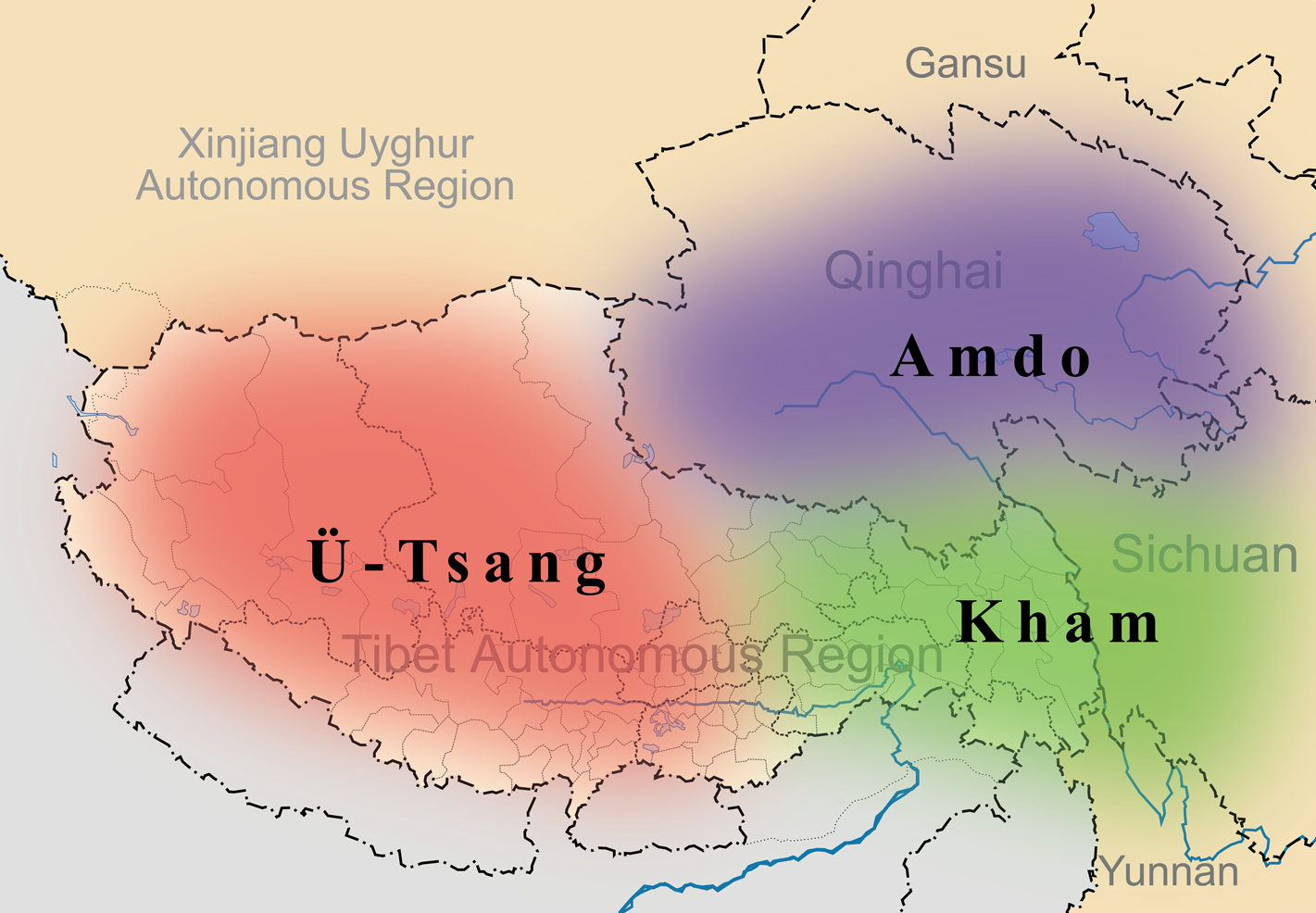
チャンチュプの制圧したウー・ツァン地方の位置

この頃、パクモドゥパ万戸に隣接するヤザン万戸は宗旨の違いからパクモドゥパを敵視するようになっており、ヤザン万戸長のツルブムオェは屡々パクモドゥパ万戸を攻撃した。更にギャプクのツェルパとサキャのポンチェンがヤザン万戸に味方したこともあり、パルタン（par than）の戦いでパクモドゥパは大敗を喫しチャンチュプの重臣ションヌゥオェを初めとする13人の要人が殺害された。ポンチェンのワンチェクパルは戦後にヤザン万戸に有利な審判を下し、更にサキャの有力者ワンツォンはトクルンパの法会でチャンチュプを拘禁し19日に渡ってクンタンの牢獄に捕らえた。
これらの苦境にもかかわらず敵対勢力はチャンチュプを屈服させることができなかったため、ヤザン万戸はエ（e）・ニェル（gnal）から軍隊を招集して再びパクモドゥパ万戸を攻撃した。この戦闘でチャンチュプはようやく勝利を収め、またチャンチュプの重臣のホル・ションヌゥサンポも別働隊としてデモ方面でヤザン万戸軍を破ったため、遂にチャンチュプはヤザン万戸を支配するに至った。
チャンチュプの勢力拡大はサキャ派を刺激し、サキャ派座主のクンパンパとポンチェンのギェルサンはチャンチュプを殺害しネウドンを奪取する計画を立てた。しかしサキャ派内部の対立もあってすぐに軍事行動を起こせず、まずギェルサンがパクモドゥパとヤザンの仲介を行うという形でチャンチュプへの牽制を開始した。ギェルサンはチャンチュプを捕らえた上でネウドンの包囲を開始したが、チャンチュプは事前に部下達に徹底抗戦を貫くよう指示しており、見るべき成果を挙げられなかったギェルサンは遂にチャンチュプを解放した。
帰還したチャンチュプは精兵を集めてラツンで攻撃を仕掛けたため、これに対してワンツォンがウーツァンの全万戸の兵を招集し、モンカル（mon mkhar）で両軍は激突した。この戦闘は熾烈を極め、サキャのソナム・ギェンツェンがギェルサンに停戦を命じるほどであったが、最終的にチャンチュプ側が勝利を収めるに至った。この時、チャンチュプはエンパなる者の勧めに従ってワンチュクとシェラプドルジェを大元ウルス朝廷に派遣し、割符と万戸長としての銀印を授けられたという。
続いてチャンチュプはディグンパ（ディグン万戸）と対立し、ディグン万戸のクンドルジェはナムタクパ・ヤサンパと組んでパクモドゥパに対抗した。これに対し、チャンチュプはションヌゥサンポに上部トェのデモを守らせ、自らはチャンカル（byan khar）の戦いでディグン・ヤサンの連合軍を破った。
一方、ナムタクパはトンパリとユツェタクに城塞を築いていたため、パクモドゥパの軍隊はこれらの城塞を攻撃するべく出撃したが、ヤザンのブムタクオェがニェルの軍を率いてルンポチェまで進出したとの報が届くと引き返してこれに向かった。そのためブムタクオェはルンポチェで900人の部下とともにパクモドゥパ軍に包囲され、援軍として到着したニェルの軍隊も敗れたため、遂にブムタクオェは降伏した。これによってニェルの地もパクモドゥパによって制圧されたため、『マルポ史』は「己丑の歳（1349年）よりウーの土地は大方彼（チャンチュプ）によって取られたり」と述べる。

### サキャ派政権の打倒

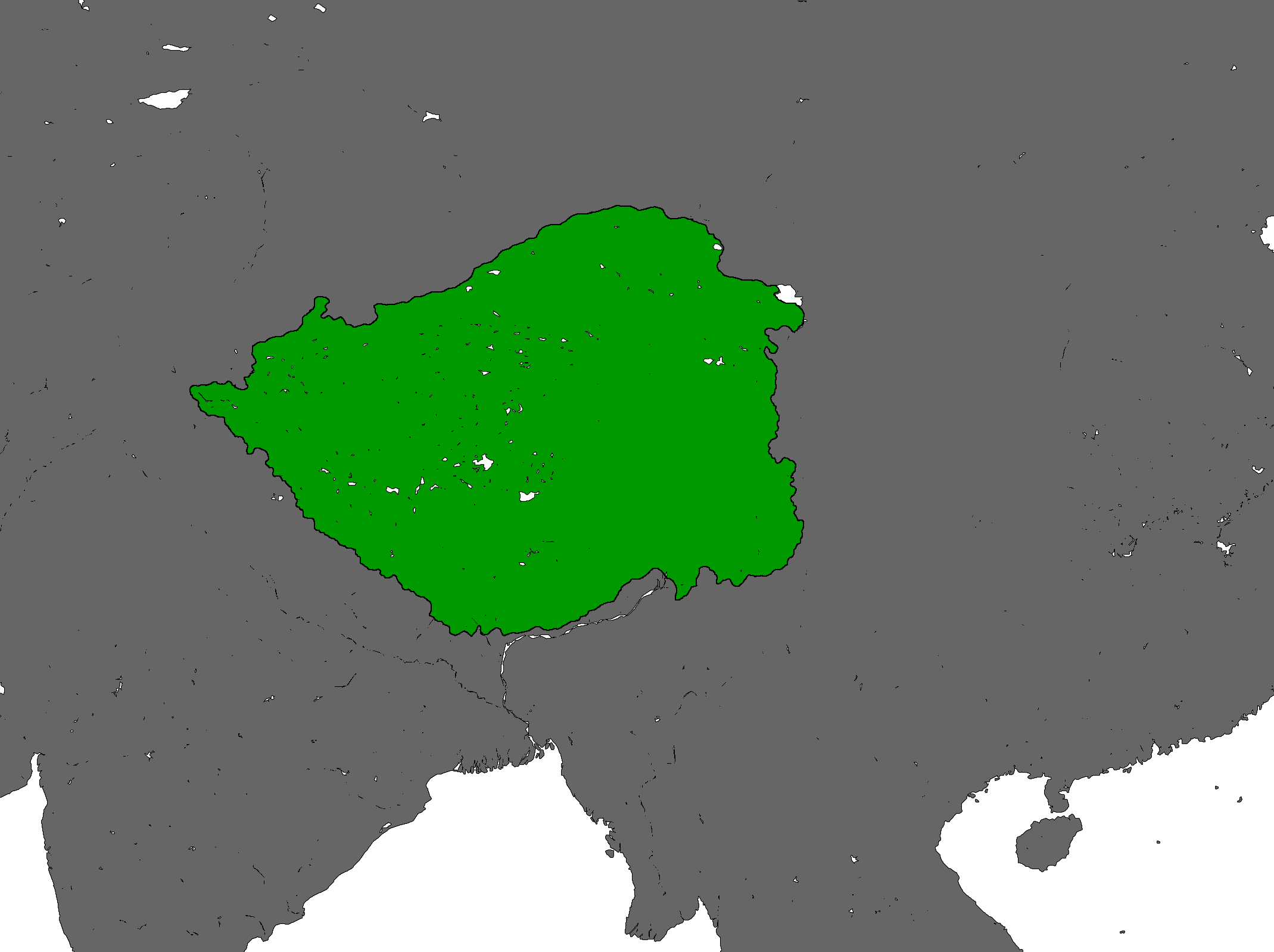
1354年時点のパクモドゥパ政権

ウー地方の大部分を制圧したチャンチュプは、遂にツァン地方のサキャ派への進出を始めた。サキャ派座主はチャンチュプとかつてチャンチュプに敗れたサキャ派のポンチェン、ギェルサンを招いて当面の政局を安定させようとしたが、ギェルサンはチャンチュプの手腕を思い知っていたためかチャンチュプに味方する立場を取った。そのため、同時期にナムタクパ・ディクンパの連合軍がシャンのトンモンに進出したときには、パクモドゥパの軍隊がギェルサンを助けるため出撃しシャプチュのローカルの戦いで勝利を収めた。
この後、1354年（甲午）にギェルサンはサキャパに帰還したが、パクモドゥパに味方するような態度を取ったがために帝師の二人の息子に幽閉されてしまった。しかしギェルサンの幽閉はチャンチュプにとってサキャパ侵攻の絶好の口実となり、ギェルサンの解放を掲げたパクモドゥパ軍はサキャパを武力制圧し、ギェルサンを通じてサキャパはパクモドゥパの間接支配下に置かれることになった。また、チャンチュプはサキャパへの侵攻からの帰還中にリンプンパを新設しているが、これはサキャパを牽制するためのものであった。こうしてチャンチュプは中央チベット（ウー・ツァン地方）の大部分を制圧し、大元ウルス朝廷もチャンチュプの権勢を追認し1354年にダルガチの信任状と「司徒」の称号を授けたという。
その後、チャンチュプはディクンパを討伐せんとコンカルに軍を招集しタッカルに進んだものの、サキャパ内で内乱が起こったとの報を聞くと引き返してツァン地方に向かった。この時サキャパの座主クンパンパが殺害された上、チャンチュプの味方あったギェルサンも急死したとされ、『漢蔵史集』はこの事件が起こったのをチャンチュプが55歳であった1352年（壬辰）2月のこととする。しかしチャンチュプはこれをサキャパに対する干渉を強める絶好の機会と捉え、高位の僧侶の認許状を取り上げた上、リンチェンオェ率いる百人隊をサキャ寺に駐屯させた。
当然、この処置はサキャパへの反発を呼び、チャンチュプがウー地方に帰還した隙にラツェとチャンの首長がパクモドゥパに対して叛旗を翻し、更にサキャパのワンツォンもこれに呼応して兵を挙げた。これを聞いたチャンチュプは急ぎ引き返してワンツォンの軍隊を破り、ワンツォンは捕らえられて400名余りが処罰の対象となった。これを受けてサキャパの帝師ソナム・ロドゥらはパクモドゥパの不法を大元ウルス朝廷に訴え出たが、チャンチュプも同時に使者を派遣して莫大な貢物を贈ったため、チャンチュプは永代的な勅許状を得て自らの地位を確立したという。
こうして中央チベットの最高権力者となったチャンチュプであったが、「ポンチェン」や「ギャルポ（国王）」などと称することはなく、ただ「デシ（摂政）」とのみ称した。そのため、以後のパクモドゥパ政権の指導者も代々「デシ」と称するようになった。チャンチュプの没年は史料によって異なるが、『新マルポ史』に従って63歳で1364年（甲辰）10月27日に亡くなったとするのが通説である。

## 文化事業
諸史料によると、チャンチュプは橋の補修や城塞の建設など公共事業を積極的に行ったとされる。また、チャンチュプは建設した13の城塞（ゾン）にゾンポンと呼ばれる長官を任命したとされており、これこそが現代まで続くチベットの行政区画「ゾン」の起源であると見られている。
チャンチュプの建設事業で特筆されるのはツェタンの大寺院の建設である。この寺院は『テプテル・グンポ』によると1351年（辛卯）に建設が始まって1352年（壬辰）に完成したとされ、落慶式にはサキャパの国師ソェナム・ギェンツェンが参列したという。この寺院には『テプテル・グンポ』の著者ションヌペルを初めとして他宗派からも多くの者が学びに訪れたとされ、まさに当時のチベットにおける最高学府であった。
また、チャンチュプは『ラン・ポティセル』という自伝的史料を残しているが、本書はチャンチュプの業績を知る上での重要史料であるのみならず、モンゴル-サキャ派支配時代のチベットを研究する上での一級史料と位置づけられている。